# Eubordeta rubroplagiata
Eubordeta rubroplagiata là một loài bướm đêm trong họ Geometridae.